# Arthmius bulbifer
Arthmius bulbifer är en skalbaggsart som beskrevs av Thomas Casey 1894. Arthmius bulbifer ingår i släktet Arthmius och familjen kortvingar. Inga underarter finns listade i Catalogue of Life.